# George Walker
George Theophilus Walker (Washington, 27 giugno 1922 – Montclair, 23 agosto 2018) è stato un cantante, compositore e arrangiatore statunitense, il primo afroamericano ad aver vinto il premio Pulitzer per la musica. Ricevette il Pulitzer per il suo lavoro Lilacs nel 1996. Walker era padre di due figli, il violinista e compositore Gregory T.S. Walker e il drammaturgo Ian Walker..

## Primi anni
George Theophilus Walker nacque a Washington il 27 giugno 1922. Suo padre era emigrato da Kingston, in Giamaica, negli Stati Uniti, dove divenne medico dopo essersi laureato alla Temple University School of Medicine. La madre di Walker, Rosa King, seguì le prime lezioni di pianoforte di suo figlio quando aveva cinque anni. La sua prima insegnante fu Miss Mary L. Henry. La signora Lillian Mitchell Allen, che aveva conseguito un dottorato in educazione musicale, divenne la sua seconda insegnante di pianoforte. Prima di laurearsi alla Dunbar High School, George Walker si presentò al suo primo recital pubblico all'età di 14 anni presso la Andrew Memorial Chapel della Howard University.
Fu ammesso nello stesso anno al Conservatorio di Oberlin, dove studiò pianoforte con David Moyer e organo con Arthur Poister. Nel 1939 divenne organista della Graduate School of Theology of Oberlin College. Diplomatosi all'Oberlin College a 18 anni con il massimo dei voti nella sua classe di Conservatorio, fu ammesso al Curtis Institute of Music per studiare pianoforte con Rudolf Serkin, musica da camera con William Primrose e Gregor Piatigorsky e composizione con Rosario Scalero, insegnante di Samuel Barber. Walker si diplomò al Curtis Institute con il Diploma di Artista in pianoforte e composizione nel 1945, diventando uno dei primi neolaureati della scuola di musica.

## Carriera
Walker fu presentato in un recital d'esordio nel municipio di Manhattan. Con questo debutto "notevole", come fu descritto dal New York Times, diventò il primo strumentista nero ad esibirsi lì. Nel corso dei successivi cinque decenni, equilibrò una carriera come pianista, insegnante e compositore. Due settimane dopo il suo debutto a New York, eseguì il 3º Concerto per pianoforte di Rachmaninoff con la Philadelphia Orchestra, diretta da Eugene Ormandy, come vincitore del Philadelphia Youth Auditions.
Fu il primo strumentista nero ad apparire con questa orchestra. L'anno seguente suonò il Concerto n. 2 di Brahms con la Baltimore Symphony Orchestra, diretta da Reginald Stewart e il 4º Concerto di Beethoven con Dean Dixon e la sua orchestra. Nel 1950 Walker divenne il primo strumentista nero ad essere confermato da una grande amministrazione, la National Concert Artists. Nel 1954 andò in tournée in sette paesi europei, suonando nelle principali città come Stoccolma, Copenhagen, L'Aia, Amsterdam, Francoforte sul Meno, Losanna, Berna, Milano e Londra.
Al suo ritorno negli Stati Uniti insegnò alla Dillard University di New Orleans, in Louisiana, per un anno prima di entrare nel programma di dottorato in Musical Arts presso la Eastman School of Music dell'Università di Rochester nel 1955. Nel 1956 diventò il primo destinatario nero di un diploma di dottorato di quella istituzione, nonché il destinatario di un secondo Diploma di Artista in pianoforte.
Walker fu premiato con due borse di studio, il Programma Fulbright e il John Hay Whitney Fellowship nel 1957. Trascorse i due anni successivi a Parigi studiando composizione con Nadia Boulanger. Nel 1959 intraprese un altro tour internazionale, suonando concerti in Francia, Olanda e Italia. Dopo una recita nella Wigmore Hall di Londra nel 1963, sponsorizzata dalla signora Zimbalist, ricevette l'iscrizione onoraria alla Frederic Chopin Society.
La carriera accademica di Walker proseguì nel 1960 con gli incarichi di docente presso la Scuola di musica di Dalcroze, la New School for Social Research, dove iniziò un corso di estetica, lo Smith College (1961-68), dove divenne il primo membro di facoltà nero di ruolo, l'Università del Colorado a Boulder (1968-69) come professore invitato, la Rutgers University (1969-92), dove fu presidente del dipartimento musicale per diversi anni, il Peabody Institute della Università Johns Hopkins (1975-78) e l'Università del Delaware (1975-76), dove fu assegnatario della prima cattedra di minoranza istituita dall'Università.
Tenne corsi di perfezionamento in numerose istituzioni, tra cui il Curtis Institute of Music, l'Oberlin Conservatory of Music, l'Università del Colorado Boulder, la Columbia University, la Wayne State University, il Wellesley College, la Temple University, l'Università Washington a Saint Louis, il Williams College e la Montclair State University.
Nel 1946 Walker compose il suo Quartetto d'archi n. 1. Un arrangiamento per orchestra d'archi del secondo movimento di quell'opera fu presentato in prima mondiale in una trasmissione radiofonica diretta dal pianista Seymour Lipkin. Originariamente intitolato Lament, Walker in seguito cambiò il titolo in Lyric for Strings. È stata una delle opere orchestrali più frequentemente eseguite da un compositore americano vivente. Il suo lavoro successivo comprende oltre 90 opere per orchestra, orchestra da camera, pianoforte, archi, voce, organo, clarinetto, chitarra, ottoni, fiati e coro.
La sua autobiografia, "Reminiscences of a American Composer and Pianist", è stata pubblicata nel 2009 da Scarecrow Press.
Walker morì il 23 agosto 2018 a Montclair (New Jersey), all'età di 96 anni.

## Premi e riconoscimenti
Nel 1996, Walker divenne il primo compositore nero a ricevere il Premio Pulitzer in musica per il suo lavoro Lilacs per voce e orchestra, presentato in prima esecuzione dalla Boston Symphony, direttore Seiji Ozawa. Il sindaco di Washington, D.C., Marion Barry, proclamò il 17 giugno 1997 il "George Walker Day" nella capitale della nazione.
Nel 1998 ricevette il Composers Award dalla Lancaster Symphony e la lettera di Distinzione dall'American Music Center per "i suoi significativi contributi nel campo della musica americana contemporanea". Fu eletto all'American Academy of Arts and Letters nel 1999. L'anno seguente George Walker fu inserito nella American Classical Music Hall of Fame.
Nel corso degli anni successivi, ha ricevuto il Dorothy Maynor Outstanding Arts Citizen Award (2000), Classical Roots Award dalla Detroit Symphony (2001), l'A.I. Dupont Award dalla Delaware Symphony (2002), il Washington Music Hall of Fame (2002) e l'Aaron Copland ASCAP Award (2012). È stato destinatario di due borse di studio Guggenheim, due borse di studio Rockefeller, una commissione dalla Fromm Foundation, due premi Koussevitsky e un premio American Academy of Arts and Letters, oltre a dottorati onorari dal Lafayette College (1982), l'Oberlin College (1983), il Bloomfield College (1996), la Montclair State University (1997), il Curtis Institute of Music (1997), lo Spelman College (2001) e la Eastman School of Music, dove diede il Commencement Address (2012).